# Ernesto de Paula
Ernesto de Paula (São Paulo, 5 de fevereiro de 1899 — 31 de dezembro de 1994) foi um bispo católico brasileiro, e bispo de Jacarezinho de 1942 a 1945, e primeiro bispo da Diocese de Piracicaba (1945)

## Biografia
Monsenhor Ernesto de Paula nasceu em 5 de fevereiro de 1899, na cidade de São Paulo, filho de Luiz de Paula e Constantina Cundari de Paula. Fez seus estudos de preparação ao sacerdócio no Seminário Menor de Pirapora, absorvendo mais tarde os estudos de filosofia e Teologia, no Seminário Provincial de São Paulo, transferido em 1927, para a Freguesia do Ó. Após ordenação sacerdotal, trabalhou na capital de São Paulo como diretor e orientador de associações religiosas. Mais tarde ocupou o cargo de Vigário Geral da Arquidiocese onde recebeu a nomeação para Bispo de Jacarezinho. Foi sagrado na Catedral provisória no dia 04 de janeiro de 1942. 
No dia 22 de fevereiro de 1942, Dom Ernesto toma posse solene da Diocese em presença de compacta multidão e autoridades. Ele construiu o Palácio Episcopal e a Cúria e começou a construção da Catedral; porém sua passagem pela Diocese foi rápida, e em 14 de setembro de 1945 se despede e vai para Piracicaba, onde foi nomeado Bispo daquela Diocese